# Rebutia atrovirens
Rebutia atrovirens là một loài thực vật có hoa trong họ Cactaceae. Loài này được (Backeb.) Sida miêu tả khoa học đầu tiên năm 1995.